# 中華人民共和国全国運動会
中華人民共和国全国運動会（ちゅうかじんみんきょうわごくぜんこくうんどうかい、簡体字中国語: 中华人民共和国全国运动会、繁体字：中華人民共和國全國運動會）は、1959年より4年に1度開催されている中華人民共和国最大の総合的なスポーツ大会である。日本の国民スポーツ大会に相当する。政情不安などによる中断や延期をはさみつつ2021年までに14回が執り行われ、参加選手も1万人を超える大規模なものに進化している。中国では注目される大会であり、結果を出した選手は助成金などを得られる機会が増す。そのチャンスを得ようとする選手によるルール無視や暴力行為などが蔓延していると言われる。

## 前史と開催までの流れ
前身にあたる全国的な競技会は清末期の1910年から始まり、中華民国の1914年回から全国運動会に名を改められた。1842年に清が開国すると1904年にはアメリカ合衆国キリスト教青年会(YMCA)より上海に人が送られ、YMCA体育部が作られた。1910年には南京にて行われた南洋勧業博覧会に追随してYMCA主導にて「全国学校区分隊第一次体育同盟会」が開催され、後に成立した中華民国によってこれが第一回全国運動会であると追認された。全国学校区分隊第一次体育同盟会は高等区分、中等区分、学校連合の3つに分かれて行われ、140人が参加した。種目は陸上競技、サッカー、テニス、バスケットボールであった。中華民国時代に入り全国運動会と名を定められ継続して行われたが、政情不安と戦乱が続き、37年間の統治で実際に全国運動会が開催できたのは6回のみだった。第2回大会(1914年)でバレーボールと野球が、第3回大会(1924年)で水泳が、第5回大会(1931年)で武術とソフトボールがそれぞれ競技種目として追加された。1932年には国民体育実施法案が採択され、開催間隔が2年に1回に改められた。第7回大会(1937年)では競技種目が大きく追加され、参加人数も3,000人を超えるほどの大会規模になっていた。
1958年6月21日、中華人民共和国体育運動委員会が開催され、「中華人民共和国体育運動競賽制度（修訂草案）」が公布された。この中で全国運動会について「複数の種目を含んだ大き目の規模の運動会であること」「4年に1度の開催」「自治区、中央直轄市、解放軍を参加単位とする」といったことが取り決められ、1959年に第1回大会が開催される運びとなった。

## 功績と評価
中国のスポーツ史を研究している笹島恒輔は、20世紀初頭の段階ではスポーツ後進国であった中国が、一部の種目において国際大会で結果を出し始めた要因のひとつとして本大会が寄与している可能性はあると分析している。具体的な功績として、競技人口の増加や記録向上といった直接的なものの他、様々な種目における短期間かつ大量の中国人競技役員の養成、開催地を持ち回りにしたことによる国内の体育施設の充実化などが挙げられている。

## 実施競技
- 陸上競技
- 水泳
- 体操
- 重量挙げ
- フェンシング
- 柔道
- テコンドー
- レスリング
- ボクシング
- 近代五種
- 馬術
- 自転車競技
- サッカー
- バスケットボール
- ライフセービング
- 卓球
- テニス
- ハンドボール
- ホッケー
- ソフトボール
- 射撃競技
- アーチェリー
- ボート
- カヌー
- バレーボール
- バドミントン
- 野球
- セーリング
- トライアスロン
- 武術
- ゴルフ
- ラグビー

以下の冬季種目は2013年第12回大会では除外された。
- スピードスケート
- ショートトラックスピードスケート
- フィギュアスケート
- フリースタイルスキー

## 開催地一覧
| 回 | 会期                   | 開催地                 | 代表団数 | 参加人数 | 備考                                                        |
| -- | ---------------------- | ---------------------- | -------- | -------- | ----------------------------------------------------------- |
| 1  | 1959年9月13日-10月3日  | 北京                   | 29       | 10,658   | 主会場北京工人体育場                                        |
| 2  | 1965年9月11日-28日     | 北京                   | 30       | 5,922    | 主会場北京工人体育場                                        |
| 3  | 1975年9月12日-28日     | 北京                   | 31       | 12,497   | 主会場北京工人体育場                                        |
| 4  | 1979年9月15日-30日     | 北京                   | 31       | 15,189   | 主会場北京工人体育場                                        |
| 5  | 1983年9月18日-10月1日  | 上海                   | 31       | 8,943    | 主会場江湾体育中心                                          |
| 6  | 1987年11月20日-12月5日 | 広東                   | 36       | 12,400   | 主会場天河体育中心体育場                                    |
| 7  | 1993年9月4日-15日      | 北京                   | 45       | 4,228    | 主会場北京工人体育場、ほか四川、秦皇島の3会場に分かれて開催 |
| 8  | 1997年10月12日-24日    | 上海                   | 46       | 7,647    | 主会場上海体育場                                            |
| 9  | 2001年11月11日-25日    | 広東                   | 45       | 8,608    | 主会場広東奥林匹克体育中心                                  |
| 10 | 2005年10月12日-23日    | 江蘇                   | 46       | 9,986    | 主会場南京奥林匹克体育中心                                  |
| 11 | 2009年10月16日-28日    | 山東                   | 46       | 10,600   | 主会場済南奥林匹克体育中心                                  |
| 12 | 2013年8月31日-9月12日  | 遼寧                   | 38       | 9,000    | 主会場瀋陽奥林匹克体育中心                                  |
| 13 | 2017年8月27日-9月8日   | 天津                   | 38       | 8,500    | 主会場天津奥林匹克体育中心体育場                            |
| 14 | 2021年9月15-27日       | 陝西（西安）           |          |          | 主会場西安奥体中心                                          |
| 15 | 2025年                 | 広東省・ 香港・ マカオ |          |          | 主会場啓徳体育園                                            |